# 新界區專線小巴77A線
新界區專線小巴77A線是香港一條已停辦的小巴路線，由偉文發展旗下均億投資有限公司營辦，來往俊宏軒及博愛醫院。

## 歷史
- 2007年9月16日：77A線投入服務，來往天水圍市中心及博愛醫院。
- 2008年3月22日：取消假日服務。
- 2009年3月8日：天水圍總站遷往博愛醫院，調整行車路線、收費及恢復假日服務[1][2]，以取代招標失敗的613線。[3]
- 2010年5月1日：來回程改經元朗安寧路，不再途經福喜街、宏樂街及朗屏站。[4]
- 2015年10月4日：原有路線過於迂迴，由俊宏軒開出後要途經天水圍市中心、天瑞邨及天耀邨才前往元朗市，引致客量一直處於甚低水平[5]，因此與77B線試行重組為期3個月。此路線改經天祥路及天慈路往返天水圍北及朗屏邨，不經天水圍南[6]；12月23日起永久實行。[7]
- 2022年3月6日：此路線因嚴重虧蝕而取消服務。[8]

## 服務時間
- 每日俊宏軒開：06:30-20:30，15-20分鐘一班
- 每日博愛醫院開：07:00-21:00，15-20分鐘一班
- 據了解，此線實際由俊宏軒開的頭班車為06:20

## 收費
- 全程收費：$7.9

| - 本線大小同價。 - 乘客可以現金或八達通於上車時付款，不設找續。 - 65歲或以上長者使用長者或個人八達通（包括「樂悠咭」），合資格殘疾人士使用「殘疾人士身份」個人八達通卡繳付車資，以及60至64歲香港居民使用「樂悠咭」，均可享有每程劃一$2.0的政府長者及合資格殘疾人士公共交通票價優惠計劃。 - 乘客若繳付分段收費，請通知車長調校八達通機。 |

## 行車路線

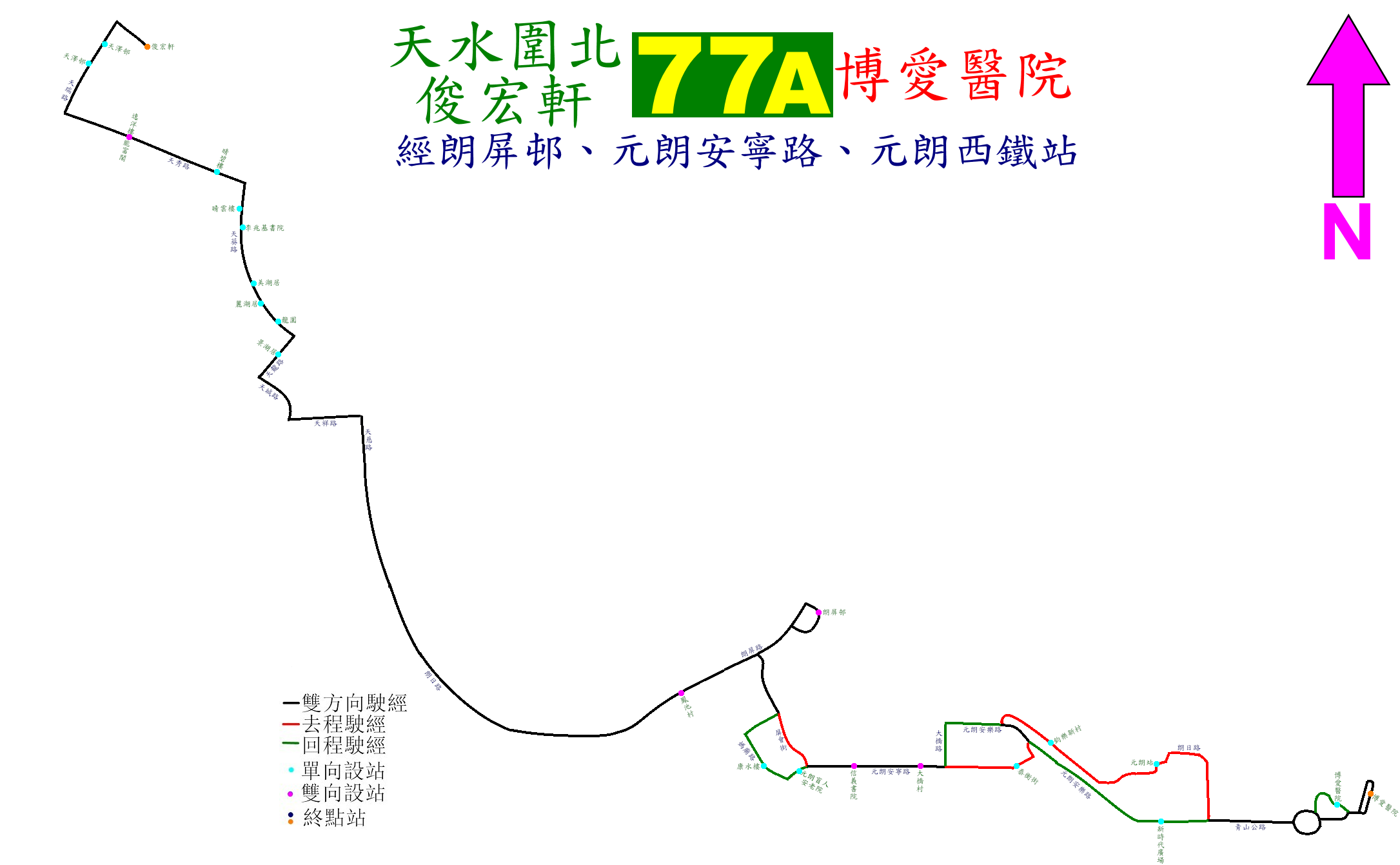
77A線的走線圖

- 往博愛醫院方向途經：俊宏軒通道、天瑞路、天秀路、天葵路、天龍路、天城路、天祥路、天慈路、朗天路、水邊圍交匯處、朗屏路、朗屏邨總站、朗屏路、鳳池路、屏會街、元朗安寧路、元朗泰衡街、元朗東堤街、元朗安樂路、掉頭處、朗業街、朗日路、元朗大馬路、博愛交匯處、小商路及博愛醫院通道。
- 往俊宏軒方向途經：博愛醫院通道、小商路、S5通道、博愛交匯處、元朗大馬路、元朗安樂路、橫洲路、元朗安寧路、媽廟路、宏達路、鳳池路、朗屏路、朗屏邨總站、朗屏路、水邊圍交匯處、朗天路、天慈路、天祥路、天城路、天龍路、天葵路、天秀路、天瑞路及俊宏軒通道。

| 往博愛醫院方向 | 往博愛醫院方向 | 往博愛醫院方向         | 往俊宏軒方向 | 往俊宏軒方向     | 往俊宏軒方向       |
| 序號           | 街道           | 主要車站位置           | 序號         | 街道             | 主要車站位置       |
| -------------- | -------------- | ---------------------- | ------------ | ---------------- | ------------------ |
| 1              | 俊宏軒通道     | 俊宏軒                 | 1            | 博愛醫院通道     | 博愛醫院           |
| 2              | 天瑞路         | 天逸邨逸潭樓           | 2            | 青山公路－元朗段 | 形點 I             |
| 3              | 天秀路         | 天逸邨逸洋樓           | 3            | 元朗安寧路       | 元朗安寧路         |
| 4              | 天秀路         | 天晴邨晴碧樓           | 4            | 元朗安寧路       | 元朗信義中學       |
| 5              | 天葵路         | 香港青年協會李兆基書院 | 5            | 元朗安寧路       | 香港家庭計劃指導會 |
| 6              | 天葵路         | 美湖居                 | 6            | 媽廟路           | 水邊圍邨康水樓     |
| 7              | 朗屏路         | 鳳池村                 | 7            | 朗屏邨巴士總站   | 朗屏邨巴士總站     |
| 8              | 朗屏邨巴士總站 | 朗屏邨巴士總站         | 8            | 朗屏路           | 鳳池村             |
| 9              | 元朗安寧路     | 元朗信義中學           | 9            | 天龍路           | 景湖居             |
| 10             | 元朗安寧路     | 元朗安寧路             | 10           | 天葵路           | 麗湖居             |
| 11             | 元朗泰衡街     | 元朗泰衡街             | 11           | 天葵路           | 天晴邨晴雲樓       |
| 12             | 朗業街         | 鈞樂新邨               | 12           | 天秀路           | 天富苑能富閣       |
| 13             | 元朗站         | 元朗站                 | 13           | 天瑞路           | 天澤邨             |
| 14             | 博愛醫院通道   | 博愛醫院               | 14           | 俊宏軒通道       | 俊宏軒             |

## 脫班
官方資料指出此路線為15-20分鐘一班，但據2012年的調查顯示實際上往往要40分鐘或以上才有一班車，致使乘客卻步，改乘其他路線。此情況到了2015年仍未見顯著改善，實際班次約為40分鐘甚至1小時才有一班車，不符合服務詳情表的要求，更有傳言指本路線已取消服務，惟運輸署指該傳言失實。
此路線是天水圍居民前往博愛醫院的主要交通工具，但多名元朗區議員不滿意此路線的服務質素，要求撤換營辦商。

## 外部連結
- 香港巴士大典上的相关条目：新界專綫小巴77A線